# Laura Tomlinson
Laura Tomlinson, MBE (* 31. Januar 1985 in Mainz, Rheinland-Pfalz als Laura Bechtolsheimer) ist eine britisch-schweizerische Dressurreiterin.
Im Dezember 2012 war sie in der Dressur-Weltrangliste der FEI mit Mistral Hojris Weltranglisten-Vierte. Mit Andretti H belegt sie zudem den 130. Rang.

## Karriere
Bedingt durch ihre Eltern (ihr Vater, der Unternehmer und Reitsportförderer Wilfried Otto Bechtolsheimer, trat bei den Dressur-Europameisterschaften 1995 für Großbritannien an), war Laura Tomlinson bereits in ihrer Kindheit von Pferden umgeben. In Folge bekam sie mit drei Jahren ihr erstes Pony.
Das Interesse der Dressurreiterin galt zu Beginn ihrer Karriere der Vielseitigkeit. Mit 12 Jahren gewann sie die Nationale Meisterschaft der Unabhängigen Schulen in Großbritannien. Unter dem Einfluss ihres damaligen Trainers Ian Woodhead, der sie bis zu den Junioren betreute, wuchs ihr Interesse an der Dressur. So gewann sie im Alter von 14 Jahren mit ihrem Pony die Mannschafts-Silbermedaille bei der Pony-Dressur-Europameisterschaft. Seitdem war sie jedes Jahr Mitglied einer britischen Championats-Equipe.
Mit 18 Jahren wechselte sie dann zu Markus Gribbe, inzwischen wird sie von ihrem Vater sowie von Klaus Balkenhol (den sie als ihr sportliches Vorbild angibt) trainiert. 2005 wurde sie im Alter von gerade einmal 20 Jahren die jüngste Britische Meisterin bis dahin. 2007 machte sie an der Bristol University ihren Abschluss in Philosophie und Politikwissenschaft.
Seit den Europameisterschaften 2009 in Windsor und dem CDI5* in Hickstead ist Laura Tomlinson britische Rekordhalterin in den drei wichtigsten Dressurprüfungen: mit 76,638 % im Grand Prix und mit 80,083 % im Grand Prix Spécial (Windsor) sowie mit 81,800 in der Grand Prix Kür (Hickstead).
Diese Leistungen konnte sie bei den Weltreiterspielen 2010 in Kentucky noch verbessern. So erreichte sie mit dem 15-jährigen dänischen Fuchs-Wallach Mistral Hojris im Grand Prix des Mannschaftswettbewerbs 82,511 % und lag so mit weniger als zwei Prozentpunkten hinter dem niederländischen Sieger Edward Gal mit dem Ausnahmehengst Totilas. Laura Tomlinson erklärte im Anschluss, es sei nicht nur die höchste Wertung, die sie jemals erhalten habe, sondern auch der beste Ritt ihres Lebens gewesen. Im Grand Prix Spécial sicherte sich die 25-jährige Britin mit 81,708 % ebenfalls den zweiten Platz hinter Edward Gal und stellte ihren eigenen britischen Rekord ein. In der abschließenden Grand Prix Kür wurden Reiterin und Pferd für ihre Darbietung mit 85,350 % und Rang zwei, erneut hinter dem überragenden Niederländer, belohnt. Drei Silbermedaillen krönen die Leistungen der erfolgreichen britischen Reiterin.
Bei den Olympischen Spielen 2012, vor heimischem Publikum in London, erreichte sie mit Mistral Hojris in der Einzelwertung, die in der Grand Prix Kür ermittelt wurde, die Bronzemedaille. Wenige Tage zuvor hatte die britische Dressurmannschaft unter Beteiligung Tomlinsons erstmals olympisches Mannschaftsgold gewonnen.

## Privates
Laura Tomlinson ist eines von vier Kindern aus der Ehe von Wilfried Bechtolsheimer und Ursula Bechtolsheimer geb. Kipp. Mütterlicherseits ist sie die Enkeltochter des deutschen Unternehmers Karl-Heinz Kipp. Da ihre Mutter schon vor vielen Jahren in Arosa das dortige Bürgerrecht erwarb, besitzt Laura Tomlinson neben der britischen auch die Schweizer Staatsbürgerschaft.
Bereits im Alter von einem Jahr zog Laura Tomlinson mit ihren Eltern von Frankfurt am Main nach Ampney St Peter, Gloucestershire, Großbritannien um, wo ihre Familie einen Pferdezucht- und Ausbildungsstall betreibt. Seit diesem Zeitpunkt besitzt sie die britische Staatsbürgerschaft.
Seit März 2013 ist sie mit dem Polospieler Mark Tomlinson verheiratet, mit dem sie seit 2009 liiert und seit August 2012 verlobt war. Die kirchliche Trauung fand am 2. März 2013 in der Dorfkirche Arosa statt. Unter den zahlreich geladenen Hochzeitsgästen befanden sich unter anderem Catherine, Princess of Wales, William, Prince of Wales sowie Harry, Duke of Sussex. Mit der Eheschließung nahm sie den Nachnamen Tomlinson an. Beide sind Eltern von zwei Söhnen (* 2017 und * 2021) und zwei Töchtern (* 2014 und * 2019).

## Ehrungen und Auszeichnungen
- Großbritanniens Dressur-Reiterin des Jahres[3] (2008)
- Order of the British Empire (Member) durch Königin Elisabeth II.

## Aktuelle und ehemalige Turnierpferde
- Soegaards Bon Royal (* 2014), brauner DWB-Hengst, Vater: Bon Bravour, Muttervater: De Noir 3
- Forest Hill (* 2016), brauner Oldenburger Wallach, Vater: Fürsten-Look, Muttervater: United
- Full Moon II (* 2016), brauner Oldenburger Wallach, Vater: Fürstenball OLD, Muttervater: Gribaldi
- Mistral Hojris (* 1995; † 2025), DWB-Fuchswallach, Vater: Michellino, Muttervater: Ibsen[18], zuletzt im April 2013 im internationalen Sport eingesetzt
- Andretti H (* 1995; † 2025), brauner Hannoveraner Wallach, Vater: Aarking, Muttervater: Cavalier, bis Mitte 2008 von Anna Paprocks-Campanella und Hubertus Schmidt geritten[19]
- Douglas Dorsey 2 (* 1991; † 2011), Hannoveraner Dunkelfuchs-Wallach, Vater: Donnerhall, Muttervater: Salem, zuletzt 2008 im internationalen Sport eingesetzt, im Mai 2011 krankheitsbedingt eingeschläfert[20][21]
- DSP Rose of Bavaria (* 2010), Bayer Rappstute, Vater: Bordeaux 28, Muttervater: Florestan I, zuletzt im Juli 2023 im internationalen Sport eingesetzt
- Fallatijn (* 2010), KWPN-Fuchshengst, Vater: Vivaldi, Muttervater: Cabochon, zuletzt im Juni 2023 im internationalen Sport eingesetzt
- Duval's Capri Sonne Jr. (* 2007), KWPN-Rapphengst, Vater: Rhodium, Muttervater: San Remo, zuletzt im Juli 2019 im internationalen Sport eingesetzt
- Rosalie B 2 (* 2006), Westfale Rappstute, Vater: Rubin Royal OLD, Muttervater: Newcastle, zuletzt im Juli 2022 von Sophie Wallace im internationalen Sport eingesetzt
- Unique 67 (* 2004), braune Holsteiner Stute, Vater: Carpaccio, Muttervater: Lord, zuletzt im Oktober 2020 von Maya Reise im Sport eingesetzt

## Erfolge

### Championate
- Europameisterschaften:
  - 2004, Aarhus (Junioren-EM): mit Douglas Dorsey 5. Platz im Einzel und 3. Platz mit der Mannschaft
  - 2005, Barzago (Junge Reiter-EM): mit Mistral Hojris 6. Platz im Einzel und 3. Platz mit der Mannschaft
  - 2007, La Mandria: mit Mistral Hojris 20. Platz im Einzel und 5. Platz mit der Mannschaft
  - 2009, Windsor: mit Mistral Hojris 3. Platz im Einzel (Grand Prix Spécial), 4. Platz im Einzel (Grand Prix Kür) und 2. Platz mit der Mannschaft
- Weltreiterspiele:
  - 2006, Aachen: mit Mistral Hojris 21. Platz im Einzel und 6. Platz mit der Mannschaft
  - 2010, Kentucky: Mistral Hojris 2. Platz im Einzel (Grand Prix Spécial), 2. Platz im Einzel (Grand Prix Kür) und 2. Platz mit der Mannschaft
- Olympische Sommerspiele:
  - 2008, Hongkong: mit Mistral Hojris 17. Platz im Einzel und 5. Platz mit der Mannschaft
  - 2012, London: mit Mistral Hojris 3. Platz im Einzel und 1. Platz mit der Mannschaft
- Britische Meisterschaft:
  - 2005, Stoneleigh Park: Britische Meisterin mit Douglas Dorsey (77,50 %)[23]
  - 2008, Stoneleigh Park: konnte nicht an der Finalwertung teilnehmen (mit Andretti H Sieg im Grand Prix)[24]
  - 2010, Stoneleigh Park: Britische Meisterin mit Andretti H (78,55 %)[25]
  - 2011, Stoneleigh Park: Britische Meisterin mit Andretti H (76,80 %)[26]

### Weitere Erfolge (in Auswahl)
Siege
- Grand Prix CDI-W 's-Hertogenbosch 2007 mit Mistral Hojris
- Grand Prix Spécial CDI 5* Stuttgart German Masters 2009 mit Mistral Hojris
- Grand Prix Kür CDI 4* Cappeln 2010 mit Mistral Hojris

2. Plätze
- Grand Prix Special CDI 4* Lingen 2007 und 2009 mit Mistral Hojris
- Grand Prix Kür CDI 4* Lingen 2009 mit Andretti H
- Grand Prix Special CDI 5* Lyon 2008 mit Andretti H
- Grand Prix Special CDI 5* Stuttgart German Masters 2008 mit Mistral Hojris
- Grand Prix Kür CDI-W London-Olympia 2010 mit Mistral Hojris

3. Plätze
- Grand Prix Special CDI 5* Lingen 2008 mit Mistral Hojris
- Grand Prix Kür CDI 5* Hickstead (WDM) 2009 mit Mistral Hojris
- Grand Prix Kür CDI 5* Hickstead (WDM) 2010 mit Andretti H
- Grand Prix Special CDIO 5* Aachen 2010 mit Mistral Hojris

### Beste internationale Ergebnisse (seit 2007)
- Grand Prix de Dressage:
  - 2007: 75,333 % (2. Platz beim CDI-W London-Olympia mit Mistral Hojris)
  - 2008: 74,875 % (2. Platz beim CDI-W London-Olympia mit Mistral Hojris)
  - 2009: 76,638 % (3. Platz bei den Europameisterschaften 2009 mit Mistral Hojris)
  - 2010: 82,936 % (1. Platz beim CDI-W London-Olympia Mistral Hojris)
- Grand Prix Spécial:
  - 2007: 71,840 % (6. Platz beim CDI 5* Stuttgart mit Mistral Hojris)
  - 2008: 74,800 % (2. Platz beim CDI 5* Stuttgart mit Mistral Hojris)
  - 2009: 80,083 % (3. Platz bei den Europameisterschaften 2009 mit Mistral Hojris)
  - 2010: 81,708 % (2. Platz bei den Weltreiterspielen 2010 mit Mistral Hojris)
- Grand Prix Kür:
  - 2007: 76,350 % (4. Platz beim CDI-W Neumünster mit Douglas Dorsey)
  - 2008: 75,300 % (4. Platz beim CDI-W London-Olympia mit Mistral Hojris)
  - 2009: 81,800 % (3. Platz beim CDI 5* Hickstead mit Mistral Hojris)
  - 2010: 85,350 % (2. Platz bei den Weltreiterspielen 2010 mit Mistral Hojris)

(Ergebnisse bis zum 25. Dezember 2010)